# Nuestro Padre Jesús del Amparo (Badajoz)
Nuestro Padre Jesús del Amparo es una talla religiosa perteneciente a la Hermandad y Cofradía de penitencia de Nuestro Padre Jesús del Amparo, Dulce Nombre del Señor, Santísimo Cristo de la Fe y Nuestra Señora de la Piedad, María Santísima del Mayor Dolor (Hermandad de Santo Domingo (Badajoz)) de la ciudad de Badajoz. Además, es uno de los dos únicos Nazarenos que existen y procesionan en la ciudad.

## Historia
La iconografía del Cristo llevando la cruz o Nazareno está íntimamente relacionada con las órdenes religiosas como los Franciscanos o Dominicos, por lo que no es casual la elección de ésta por parte de los últimos. La imagen fue tallada por un autor anónimo a finales del siglo XVII o principios del siglo XVIII aunque se baraja la posible hipótesis de que fuera el taller de Miguel Sánchez Taramás y Francisco Ruíz Amador el responsable de la hechura de la imagen ya que era el taller que copó la escultura local durante más de medio siglo, aunque no se pueda demostrar la atribución, sí se sabe que en 1713-1714 Ruíz Amador interviene la talla por valor de 22 reales. Durante la guerra de la independencia sufrió daños, pero no fueron importantes. Más tarde, alrededor de 1936, en la guerra civil española, sufrió mutilaciones, probablemente en las piernas. Se sabe que el rostro permaneció intacto y que María Santísima del Mayor Dolor fue destruida totalmente. En 1939 volvería a procesionar gracias a alguna restauración de última hora, pero esta vez bajo la advocación del "Amparo", posiblemente por la protección prestada durante la guerra.

## La imagen

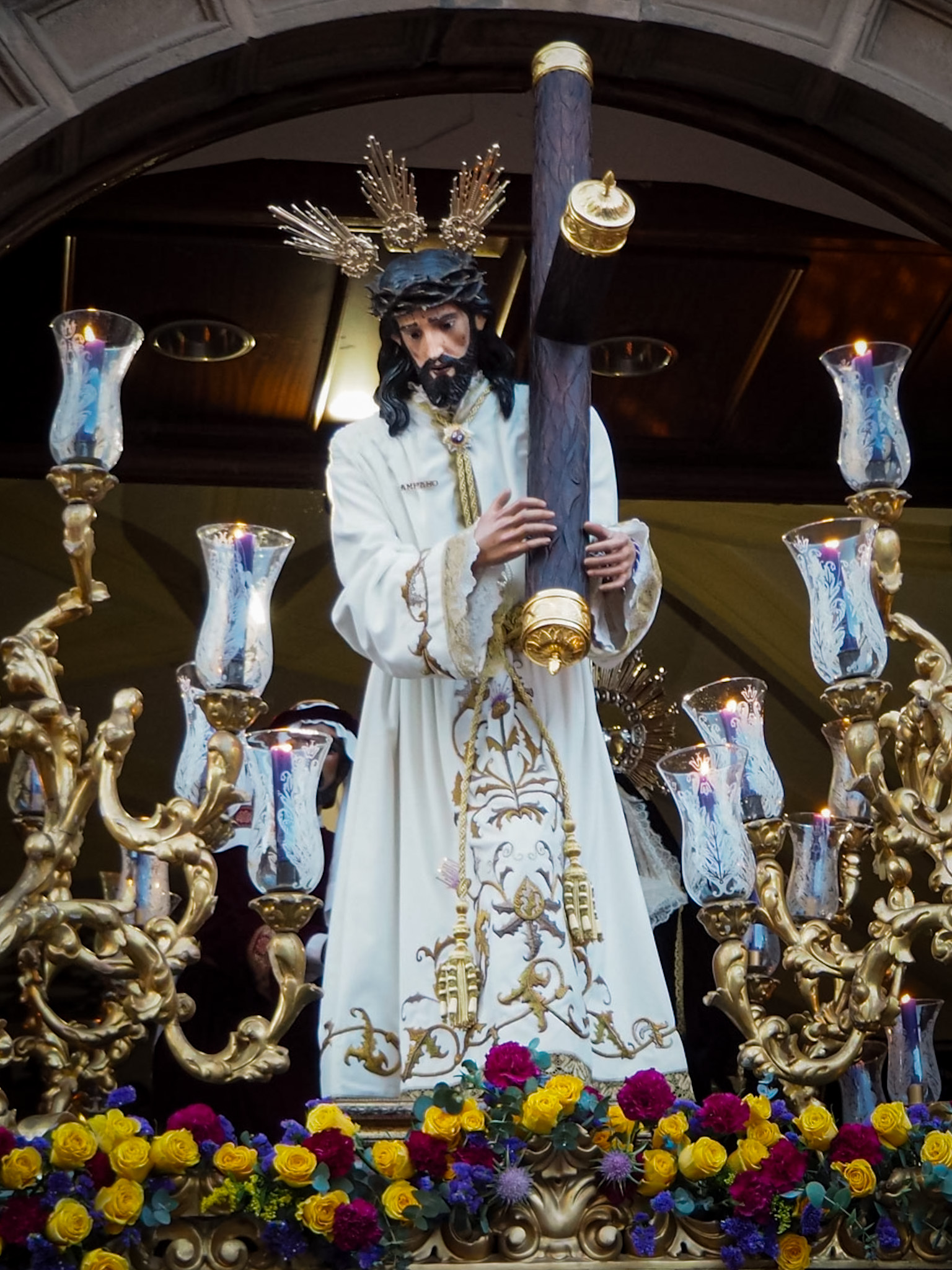
Cristo del Amparo (Badajoz) luciendo la túnica de los cardos en la Semana Santa de 2023.

### Aspecto de la imagen
La imagen representa a Jesús nazareno cargando con la cruz sobre su hombro izquierdo y ligeramente inclinado hacia delante dejando caer el peso sobre el pie izquierdo, el pie derecho está ligeramente levantado.
La cara originalmente iba girada hacia la izquierda pero en el año 1956 sufre una reforma por parte del imaginero D. Santiago Arolo, que le cambia la posición hacia delante, y años más tarde, se cambió la cabeza para que mirara al frente. Presenta un semblante dulce y sereno, la corona de espinas está tallada sobre la frente de la que caen algunos chorros de sangre, originalmente la corona era exenta, pero al reformar la posición de la cabeza, Arolo le inserta la corona tallada, así como algunas remodelaciones más. El tamaño del Cristo es de 1'60m aproximadamente siendo una imagen de vestir con brazos articulables.

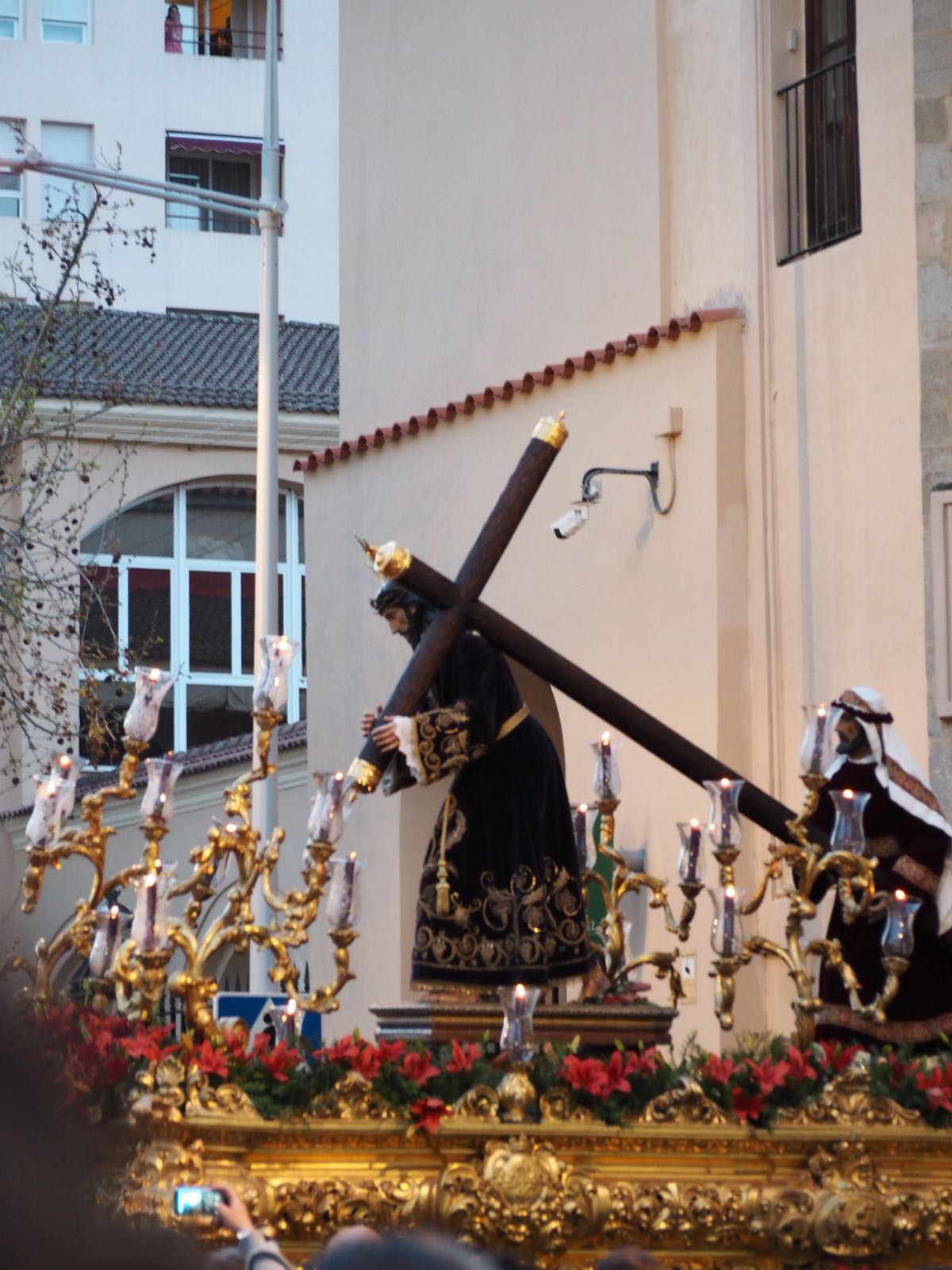
El Cristo del Amparo en la salida del Miércoles Santo de 2018.

### Patrimonio de la imagen
La imagen presenta un patrimonio muy extenso del que cabe destacar sus dos túnicas bordadas, la primera y más antigua de terciopelo morado y ricamente bordada en oro con motivos florales y símbolos de la pasión, siendo estos bordados recuperados de una túnica anterior de la que existen fotografías ya en 1941, por lo que debió bordarse anteriormente. La otra túnica digna de mención esta bordada también en oro, plata y sedas sobre terciopelo color marfil, se estrenó en 1954 y fue bautizada como "Túnica de los cardos" precisamente por los tres cardos bordados en oro y sedas que presenta la obra. Esta túnica fue restaurada, pasándose su bordado a nuevo soporte, en los talleres locales "Peña Luengo" y se estrenó de nuevo el Miércoles Santo de 2023. Con dichas túnicas suele procesionar aleatoriamente en Semana Santa. 
Además de estas dos túnicas presenta varias más sin bordar, una de terciopelo morado con galones dorados y otra estrenada en el año 2013 en terciopelo granate sin bordar la cual ha lucido varios Miércoles Santos, entre ellos el año de los altares efímeros expuestos tras la pandemia. Las camareras del Cristo restauraron una túnica de capilla realizada en muaré morado muy antigua y en el año 2023 estrenó otra de terciopelo color marfil sin bordar.
Para el día de la procesión el Cristo alterna varios cíngulos realizados en hilo de oro, uno de ellos de mayor tamaño y con borlas de bellota y canutillo. 
En cuanto a las joyas que luce la imagen, destacan las potencias de plata dorada repujadas de Orfebrería Santos que lleva para los actos importantes y la procesión mientras que para capilla lleva las antiguas de procesión, realizadas en plata dorada y con forma de hojas de acanto con circonitas y bañadas en oro. 
Las cantoneras o copetes de la cruz que luce tanto en la capilla como en la procesión fueron realizadas por Leopoldo Padilla (Sevilla) y estrenadas en 1947 al igual que la cruz cilíndrica (Cortés Quirrell). El Cristo posee varios broches de gran valor, como uno con una amatista engarzada en oro, otro con su nombre realizado en oro macizo o la medalla al mérito militar y unos gemelos de oro y circonitas, ambas piezas donadas por la familia Medina. 

### Restauraciones de la imagen

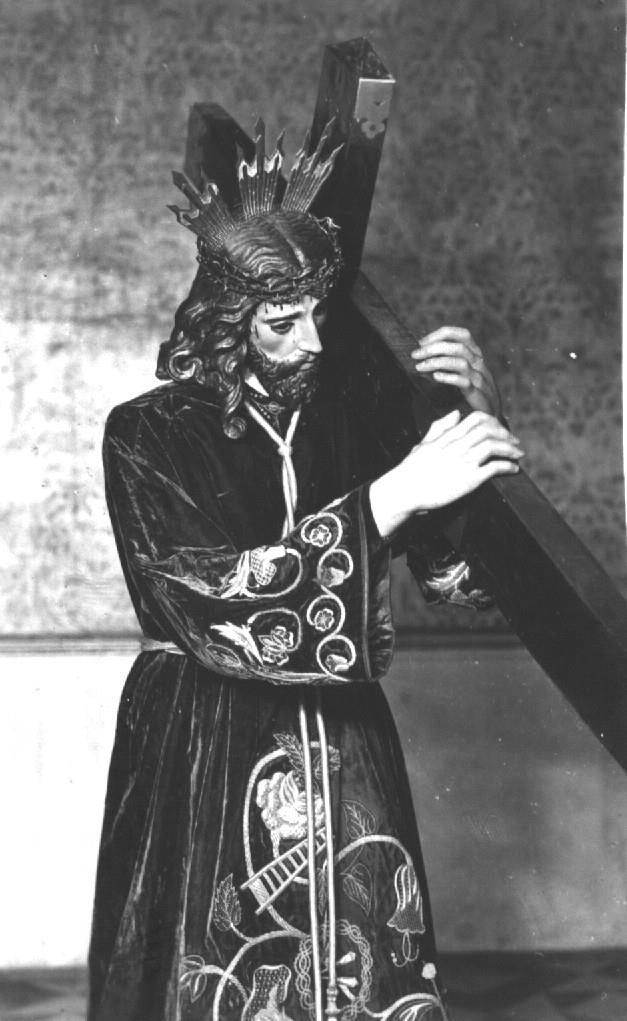
Imagen del Cristo del Amparo antes de que fuera reformada la posición de la cabeza, con su túnica antigua. Nota: Nunca procesionó con la cruz del revés.

En el año 1941 D. Ramón Cardenal Velázquez lo restauró tras la restauración que se le hizo el año anterior. En el año 1956 D. Santiago Arolo Viñas lo restauró cambiando la posición del cuerpo, perdiendo la imagen su estética original al tallarle un nuevo cuerpo, disminuyendo la altura del mismo y abriendo la zancada para "asemejarse" a otros nazarenos hispalenses. Posteriormente, en 1973, el mismo Arolo modifica la posición de la cabeza para que mirara al frente en lugar de mirar hacia el madero como lo hacía originalmente, para ello modifica algunos de los tirabuzones y detalles del rostro. 
En el año 2002 la imagen vuelve a ser restaurada y, por último, en 2013 la restauradora Almudena Villar Vicho restaura las manos debido a que presentaba roturas en algunos dedos.
A partir del año 2018, la Hermandad inicia un ambicioso proyecto de restauración de la imagen, con la intención de recuperar su aspecto y posición original y devolverle el estado que presentaba antes de las intervenciones de Arolo. El proceso inició con un meticuloso estudio sobre la talla, fue sometida a un Tac para evaluar su estado estructural, el cual reveló que la estructura férrea que Arolo añadió al nuevo cuerpo estaba causando serios problemas a la imagen. En el año 2019, en presencia del restaurador D. David Triguero Berjano fue escaneado en 3D por el grupo de investigación NEXUS de la Universidad de Extremadura. La existencia en los fondos de la Hermandad de un vaciado en escayola del rostro del Cristo antes de sus modificaciones fue de vital importancia para poder recuperar los volúmenes y facciones perdidos.

## Procesión

### Paso

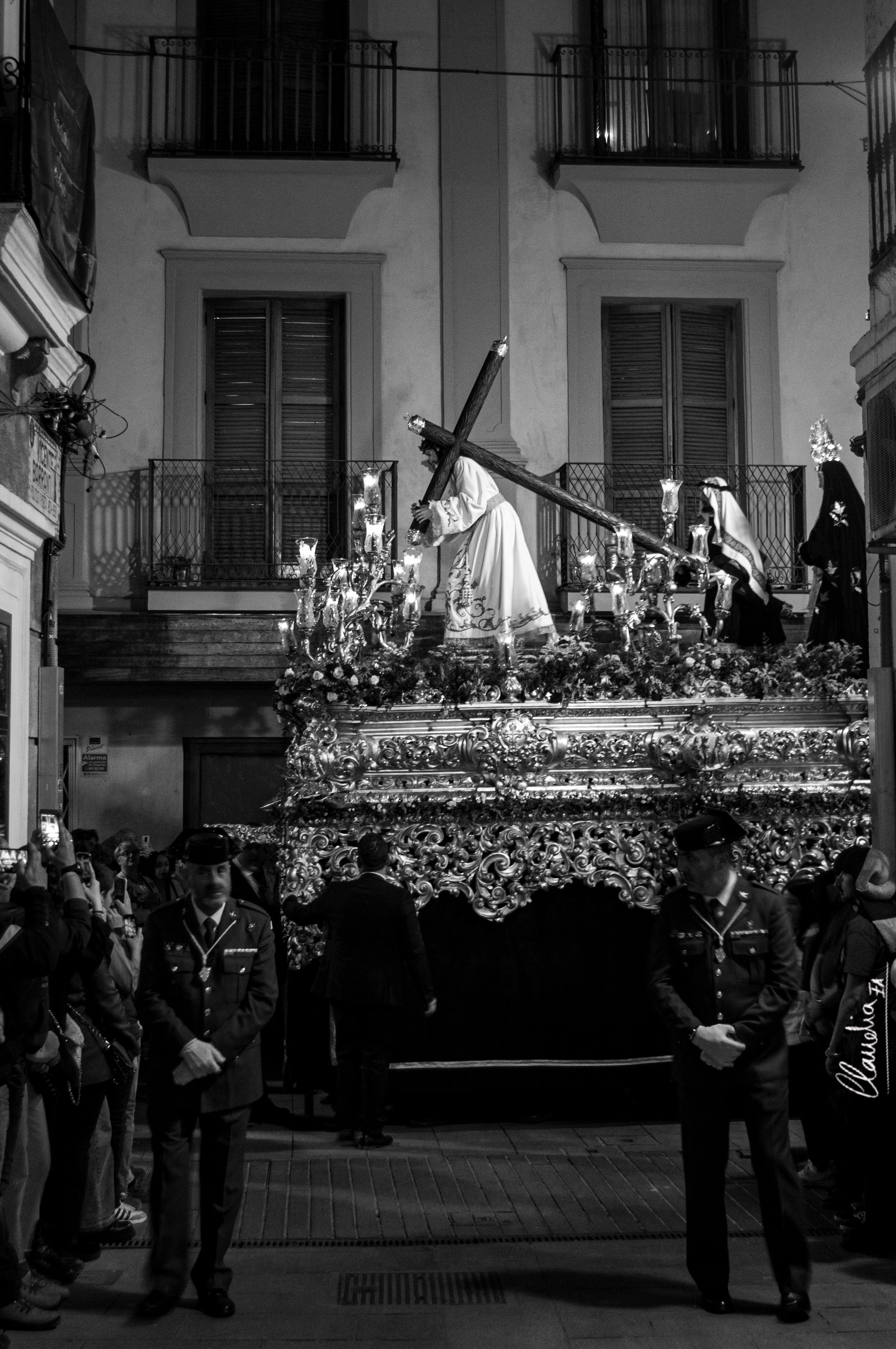
Cristo del Amparo. Miércoles Santo 2023.

La andas sobre las que procesiona el Cristo están talladas en madera y doradas estilo barroco compradas a la Cofradía de Montesión de Sevilla en 1955, a esta hermandad fueron donadas en 1941 por el diestro Carlos Arruza.
Estas, son unas de las andas más impresionantes de Badajoz debido a que tienen 5,32 metros de largo y más de 3 metros de alto. Cuando la Hermandad adquiere el paso, sólo los candelabros y los respiraderos se encontraban dorados, permaneciendo la canastilla en madera tallada y sin dorar. Una vez adquirido, fue la Casa Artex de Badajoz la que se encarga de tallar los nuevos escudos y dorar las partes faltantes del paso. Las cuatro esquinas están adornadas con unos magníficos candelabros también barrocos de madera dorada de 7 brazos cada uno de donde salen 7 tulipas con velas. En los dos laterales de paso, hay un candelabro más de 5 brazos del mismo estilo que los otros.
El cristo preside el frontal del paso y descansa sobre una peana también de madera dorada.
En la canastilla se aprecian las estaciones del Vía Crucis y los escudos tanto de la Hermandad de Santo Domingo como de la Hermandad de Montesión y el escudo dominico, también se muestra el emblema de la Virgen de la Medalla Milagrosa o la Cruz de Jerusalén.
Todos los años es adornado de manera diferente con cientos de docenas de claveles, rosas y cardos borriqueros.
los faldones del paso están realizados en terciopelo morado con pasamanería dorada.

### personajes secundarios
Además del Cristo que preside el frontal del paso, tras él se encuentra ayudándolo a cargar con la cruz una imagen de Simón de Cirene (Cirineo) tallado por el anteriormente mencionado imaginero D. Santiago Arolo Viñas en 1977.
El Cirineo cada año es vestido de forma diferente pero sencilla.
También se incorporó posteriormente la Virgen del Rosario, perteneciente a la Parroquia de Santo Domingo que contaba con Hermandad propia fundada en el siglo XVI y actualmente desaparecida. La imagen es una imagen de vestir del siglo XVIII, probablemente obra de Sánchez Taramás por su parecido con otras obras como la Virgen de Bótoa o la Virgen de las Mercedes de la Parroquia de San Andrés.